# Norileca triangulata
Norileca triangulata is een pissebed uit de familie Cymothoidae. De wetenschappelijke naam van de soort is voor het eerst geldig gepubliceerd in 1910 door Richardson.